# Ninox plesseni
El nínox de Alor (Ninox plesseni)  es una especie de ave strigiforme de la familia Strigidae endémica de las islas de Pantar y Alor en las islas menores de la Sonda de Indonesia. El nombre científico de la especie conmemora al explorador y ornitólogo alemán Victor von Plessen